# 오사카 공립대학
오사카 공립대학(일본어: 大阪公立大学, Osaka Metropolitan University, OMU)은 일본의 오사카부에 위치한 최상위권 명문 공립 대학이다. 2022년 4월 오사카 부립 대학과 오사카 시립 대학을 통합하여 신설하였다.

## 같이 보기
- 도쿄 도립대학